# Клето Бендака
Анаклето Бенданья Монтойя известный, как Клето Бендака (исп. Anacleto Bendaña Montoya; 1790, Генерал-капитанство Гватемала — 1859) — гондурасский государственный и военный деятель, генерал, Верховный правитель штата (государства) Гондурас Соединённые провинции Центральной Америки (13 сентября 1827 — 24 октября 1827). Консервативный политик.
В марте 1827 года генерал Хусто Милья, командующий центральноамериканскими федеральными войсками, получил приказ от президента Соединённых Провинций Центральной Америки Мануэля Хосе де Арсе наступать на Комаягуа, и ликвидировать гондурасское правительство Дионисио де Эрреры, который вступил в конфликт с правительством Центральноамериканской Конфедерации, преследовать его сторонников и защитить его противников.
В мае Дионисио де Эррера был свергнут и отправлен под арестом в Гватемалу. Генерал Хусто Милья занял пост главы государства и временно назначил генерала Клето Бендака своим преемником с 13 сентября по 24 октября 1827 года. 24 октября Клето Бендака подал в отставку с поста временного Верховного правителя.